# Quartetto per archi (Elgar)
Il Quartetto per archi in mi minore op. 83, fu uno dei tre principali lavori di musica da camera composti da Sir Edward Elgar nel 1918. Gli altri erano la Sonata per violino in mi minore, op. 82 e il Quintetto per pianoforte in la minore, op. 84. Insieme al Concerto per violoncello in mi minore, op. 85 del 1919, queste furono le sue ultime opere più importanti prima della sua morte nel 1934.

## Struttura
Il ''Quartetto per archi'' dura circa 25 minuti ed è suddiviso in tre movimenti:
1. Allegro moderato, 12/8
2. Piacevole (poco andante), 3/8
3. Allegro molto, 4/4

### 2° movimento
Il lento movimento centrale era uno dei preferiti della moglie di Elgar, Lady Elgar, che lo descrisse come "un sole catturato". Fu suonato al suo funerale nel 1920, da Albert Sammons, W. H Reed, Lionel Tertis e Felix Salmond. Contiene una citazione da Chanson de Matin di Elgar.
Quando andò a trovare il compositore, durante la sua ultima malattia, e dopo aver ascoltato una registrazione grammofonica del secondo movimento, Arthur Troyte Griffith osservò: ″ Sicuramente è bello come un movimento di Beethoven″. Elgar concordò: ″Sì, lo è e c'è qualcosa che non è mai stato fatto prima″. Alla domanda su cosa intendesse, Elgar rispose semplicemente: ″Niente che tu possa capire, semplicemente un'organizzazione delle note". Brian Newbould ha suggerito che Elgar potrebbe aver accennato a una ripetizione abbreviata del tema iniziale prima della coda. Presumibilmente dopo il completamento del movimento, ha attraversato la quarta battuta (tra le battute 263 e 264), ma è comunque sempre riuscito a mantenere l'armonizzazione originale.

## Storia
Elgar aveva scritto un quartetto per archi molto prima nella sua carriera, a cui aveva assegnato il numero d'opera 8, ma lo aveva distrutto. Fece diversi altri tentativi, che non portarono mai a nulla. Ad esempio, mise da parte il lavoro su un quartetto per lavorare alla sua Prima Sinfonia.
Questo quartetto nasce da una richiesta di Carl Fuchs, violoncellista del Brodskij Quartet e professore al Royal Manchester College of Music. Nel febbraio 1900 Elgar e sua moglie assistettero ad un'esecuzione delle sue Enigma Variations a Manchester, diretta da Hans Richter. A cena, dopo il concerto, Richter presentò Elgar ad Adol'f Brodskij e sua moglie ed a Carl Fuchs. Fuchs allora chiese a Elgar di comporre un quartetto per loro.
Nel 1917 Elgar era malato e depresso per via di Londra in guerra. Iniziò a lavorare al Quartetto per archi il 25 marzo 1918, mentre si stava riprendendo a casa a Severn House dopo aver rimosso le tonsille. In quel periodo terminò solo il primo tema del primo movimento. A maggio Lady Elgar trovò "Brinkwells", un cottage circondato da boschi vicino a Fittleworth nel Sussex, in cui lui avrebbe potuto lavorare in isolamento, lontano dalle preoccupazioni del mondo. In questo momento rivolse la sua attenzione alla Sonata per violino in mi minore, completandola il 15 settembre. Iniziò quindi immediatamente a lavorare al Quintetto per pianoforte in la minore. Interruppe il lavoro di quell'opera l'8 ottobre per tornare al Quartetto; completò il movimento centrale il 26 novembre e il movimento finale il 24 dicembre. Completò il Quintetto per pianoforte nel gennaio 1919. Il Quartetto fu eseguito per la prima volta privatamente nella casa di Severn House di Elgar nel gennaio 1919, alla presenza, tra gli altri, di George Bernard Shaw. Un'altra esecuzione privata fu data nella casa londinese del suo amico Frank Schuster il 26 aprile 1919.
Elgar fu assistito nella stesura della parte del violino, come era stato per il Concerto per violino in si minore nel 1909–1010, dal suo grande amico W. H. Reed, che guidò anche il quartetto nelle prime interpretazioni private.

## Prima esecuzione
Il Quartetto per archi in mi minore era dedicato al Quartetto Brodskij, diretto da Adol'f Brodskij, in onore della promessa che Elgar aveva fatto anni prima di scrivere un'opera per loro. I membri del Quartetto Brodskij avevano però ormai circa 70 anni. La première pubblica del Quartetto fu data da Albert Sammons e W. H. Reed (violini), Raymond Jeremy (viola) e Felix Salmond (violoncello) il 21 maggio 1919, alla Wigmore Hall di Londra ed anche il Quintetto per pianoforte in la minore fu eseguito in anteprima in questa occasione. Il gruppo fu classificato come "British String Quartet" (Quartetto d'Archi Britannico). Alcune fonti affermano che fu il London String Quartet che eseguì la prima, ma Albert Sammons era l'unico membro comune ad entrambi i gruppi.